# مالافرتاز
مالافرتاز (به فرانسوی: Malafretaz) یک کمون در فرانسه است که در ان (اوورنی-رون-آلپ) واقع شده‌است. مالافرتاز ۹٫۱۹ کیلومتر مربع مساحت دارد.